# نشانه وادل
نشانهٔ وادل (انگلیسی: Waddell's signs) گروهی از نشانه‌های بالینی هستند که نخستین بار در مقاله ای در سال ۱۹۸۰ در ژورنال علمی «اسپاین» تشریح شد و به نام نویسنده اصلی مقاله، پروفسور گوردون وادل (۲۰۱۷–۱۹۴۳)، جراح ارتوپد اسکاتلندی نامگذاری شد. علائم وادل ممکن است نشان دهنده جزء غیر اندامی یا روانشناختی کمردرد مزمن باشد. به‌لحاظ تاریخی نیز از آنها برای تشخیص تمارض در بیماران مبتلا به کمردرد استفاده شده است. در حالی که انجام معاینهٔ مربوط به آن کمتر از یک دقیقه طول می‌کشد، آن را وقت‌گیر دانسته‌اند و جایگزین‌هایی برایش پیشنهاد شده است.
وادل و همکاران (۱۹۸۰) پنج دسته از علائم را تشریح کرد:
1. تست حساسیت به لمس: حساسیت سطحی و منتشر و/یا حساسیت غیر کالبدی
2. آزمون شبیه‌سازی: این تست‌ها بر اساس حرکاتی هستند که باعث ایجاد درد می‌شوند، بدون اینکه واقعاً آن حرکت را ایجاد کنند، مانند بارگذاری محوری و درد در چرخش شبیه‌سازی شدهٔ محوری
3. تست‌های حواس‌پرتی: تست‌های مثبت زمانی که حواس بیمار پرت می‌شود، دوباره بررسی می‌شوند، مانند تست بلند کردن پای مستقیم.
4. اختلالات موضعی: ضعف موضعی یا تغییرات حسی که مطابق نوروآناتومی پذیرفته شده نباشد
5. فزون‌واکنش (واکنش بیش از حد): علائم ذهنی در مورد رفتار و واکنش بیمار به آزمایش

وجود هر علامت منفرد، علائم زیرگروهی خود را مثبت می‌کند. هنگامی که سه یا چند زیرگروه مثبت بودند، این یافته از نظر بالینی قابل توجه در نظر گرفته می‌شود. با این حال، ارزیابی بیمار بر اساس فزون‌واکنش، نگرانی‌هایی را در مورد سوگیری مشاهده‌گر و ویژگی‌های خاص مربوط به فرهنگ بیمار ایجاد کرده است. در نتیجه، یک پزشک ممکن است بیمار را در چهار زیرگروه باقیمانده ارزیابی کند که دو یا چند زیرگروه مثبت از نظر بالینی مهم در نظر گرفته می‌شوند.
حتی زمانی که یک مولفۀ غیر اندامی قابل توجه در درد وجود نداشته باشد، اغلب می‌توان یک یا دو نشانۀ وادل را در بیمار یافت. سه مولفه یا بیشتر در پرسش‌نامه شخصیتی چندمحوری مینه‌سوتا، با احتمال بالای اختلال افسردگی عمده، هیستری و خودبیمارانگاری همبستگی مثبت دارند.